# Route Centre-Europe Atlantique

Kaart met de verschillende takken van de RCEA

De Route Centre-Europe Atlantique (afgekort RCEA) is een route voor gemotoriseerd verkeer die centraal Frankrijk doorkruist van oost naar west. Op grotere schaal verbindt ze het centrum van Europa met de Franse Atlantische kust. De route bestaat slechts voor een klein deel uit autosnelwegen, maar wordt druk gebruikt (voornamelijk door vrachtverkeer) mede omdat er de meeste stukken geen tol betaald dient te worden. De route staat bekend om het grote aantal ongelukken.
De Europese weg 62 loopt over de noordwestelijke, centrale en centraal-oostelijke tak van de RCEA van Nantes naar Genève.

## Geschiedenis
Het idee van een Franse oost-west-verbinding, die het centrum van Europa verbindt met de belangrijkste Franse havens in de Golf van Biskaje, zou al dateren van de jaren 50 van de twintigste eeuw. In 1971 werd de transversale route met Europese dimensie ingeschreven in het richtschema voor de ontwikkelingen van nieuwe autowegen in Frankrijk (schéma directeur routier). Er zou 1850 kilometer nieuwe weg aangelegd worden, waarvan 400 kilometer autosnelweg, 800 kilometer expressweg, die later omgebouwd kan worden tot autosnelweg en 650 kilometer wegen van een lagere categorie. In het oosten wordt Genève in Zwitserland als bestemming opgegeven, in het westen de havens aan de Atlantische kust.
Het deel van de RCEA ten oosten van de Rhônevallei (autosnelweg A6) werd gaandeweg aangelegd als autosnelweg met tol: de A36 richting Zuid-Duitsland en de A40 richting Zwitserland (en Noord-Italië) zijn deel van de RCEA. Als sneller alternatief voor de A40 met bestemming Noord-Italië kwam ook de A43. De A36 werd stapsgewijs opengesteld tussen 1974 en 1981; voor de A40 was dit 1982-1989.
De behoefte aan een transversale as door centraal Frankrijk liet zich blijken in de verkeerscijfers van de as. In de volgende decennia zou de route zeer populair worden. Door de vaak kortere afstand (bijv. 830 i.p.v. 970 kilometer voor Mulhouse-Bordeaux) en het ontbreken van een tolverplichting, werd de RCEA een immens succes, veel meer dan men in de jaren 70 had verwacht. Vanwege de grote toestroom van vrachtwagens op wegen die slechts een 2x1-profiel hadden (voornamelijk op het centrale deel van de RCEA), werden er, in de jaren 90, wegverbredingen begonnen. Door de trage vooruitgang hiervan, kreeg de route vooral op het meer centrale deel de reputatie van "dodenweg". Het centrale deel tussen de A20 bij La Souterraine en de A71 bij Montmarault is pas in 2011 verbreed tot een 2x2-autoweg. Bij La Souterraine gaat de tak naar Bordeaux via de A20 zuidwaarts naar Limoges en Angoulême. De noordwestelijke tak naar Saint-Nazaire en La Rochelle gaat er westwaarts via de N145 en N147 naar Poitiers.
Wat de westelijke takken van de RCEA betreft werden er recent autosnelwegen geopend die een alternatief vormen voor de "klassieke" route van de RCEA. De A89 ten westen van de A71 ligt wat zuidelijker dan de RCEA die daar via Angoulême passeert. De route A11-A85 loopt noordelijker dan de oude route via Poitiers. De A89 ten westen van de A71 werd afgewerkt in de periode 2000-2008; de A11 in de periode 1987-2008 en de A85 in de periode 1997-2007.
Het centrale deel van de RCEA ligt tussen Montmarault in het westen aan de A71 en Paray-le-Monial in het oosten. In Paray-le-Monial splitst de route zich in twee oostelijke takken. De wegverbredingen naar een 2x2-profiel in de departementen Allier (het centrale deel van de RCEA) en Saône-et-Loire (ten oosten en noordoosten van Paray-le-Monial) werden lange tijd niet uitgevoerd wegens de kosten. De staat wilde hier tolwegen (laten) aanleggen die minder publieke financiering nodig hebben. In 2011 ging het departement Allier overstag om een autosnelweg met tol toe te staan. Het departement Saône-et-Loire weigerde dit echter omdat er geen alternatieve tolvrije route bestaat voor de lokale inwoners. Uiteindelijk werd beslist dat ook in Saône-et-Loire de N79 en de N70 verbreed zullen worden tot een 2x2 autoweg tegen 2024, op kosten van de staat en het departement..
Aanvankelijk was de populariteit van de RCEA te danken aan de mogelijkheid het Centraal Massief te ontwijken, sinds de 21e eeuw is de route voornamelijk populair vanwege het ontbreken van tol in tegenstelling tot de ondertussen gerealiseerde oost-west autosnelwegen (bijv. A89). Met uitzondering van het centrale deel van de RCEA, tussen de A71 en A6, verloopt de snelste route volledig volgens bestaande autosnelwegen.

## Route

Detail van de RCEA

In het oosten splitst de route zich in twee takken met een drietal bestemmingen: Zuid-Duitsland via Mulhouse, Zwitserland via Genève en Noord-Italië via de Mont-Blanctunnel. In het westen worden de belangrijkste drie bestemmingen gevormd door de drie belangrijkste Franse havens in dat gebied: de havens van Nantes-Saint-Nazaire, Bordeaux en La Rochelle. Qua tonnenaantallen vracht is de haven van Nantes met voorsprong de grootste (groter dan beide andere samen). De haven van La Rochelle is de belangrijkste Franse haven voor de import van hout- en papierproducten en de tweede belangrijkste voor de export van graan. In tonnenaantallen is de haven van Bordeaux net iets belangrijker dan die van La Rochelle.
Het traject van de RCEA heeft het voordeel onder de 500 meter hoogte te blijven en daardoor grote, vertragende, stijgingen te vermijden. De route loopt net langs de noordrand van het Centraal Massief.

## Alternatieven
Het Franse autosnelwegennet heeft zich radiaal rond Parijs ontwikkeld en is ook vandaag nog heel radiaal van opzet. Toch werden er meer recent enkele transversale autosnelwegroutes gebouwd, die deels aan het idee van de RCEA tegemoet kwamen. Enerzijds de A89 richting Bordeaux, anderzijds de combinatie van de A85 en de A11 naar Nantes (en La Rochelle).
Ondanks deze realisaties bleef het centrale deel van de snelste routes tussen de oost- en westbestemmingen tot anno 2019 bestaan uit gewone wegen:
- voor Bordeaux-Mulhouse:
  - A719 - Vichy - D907 - D994 - N79 - Paray-le-Monial - N70 - N80 - Chalon-sur-Saone
  - of A71 (Montmarault) - N79 - Paray-le-Monial - N70 - N80 - Chalon-sur-Saone
- voor Nantes-Genève:
  - A71 (Montmarault) - N79 - Paray-le-Monial - N79 - Macon

De noordwestelijke tak van de RCEA is door de recente openstelling van de A11 en de A85 minder interessant geworden. De route via het onderliggende wegennet van de RCEA gaat tussen Nantes en Montmarault (via Cholet en Poitiers) een stuk trager dan de route via A11 en A85.
Voor de centrale westelijke tak (richting La Rochelle) en het zuidwestelijke stuk van de RCEA (richting Bordeaux) blijft de omrijfactor via de RCEA beperkt en vormt de (oude) RCEA-route via Guéret nog steeds een aantrekkelijk alternatief voor de tolwegen A85 / A89.
In 2017 werd beslist om een autosnelweg aan te leggen tussen Montmarault en Paray-le-Monial, het centrale deel van de RCEA. In 2019 werd de tol-concessie voor de nieuwe A79 verleend aan APRR met een geplande aanvang van de werkzaamheden in 2020. De weg werd op 4 november 2022 opengesteld.